# Мук-скороход
«Мук-скорохо́д» — советский рисованный мультипликационный фильм, снятый режиссёром Натаном Лернером по мотивам сказки Вильгельма Гауфа «Маленький Мук».

## Сюжет
Карлик, чьё прозвище Маленький Мук, был изгнан родственниками из дома. В поисках пропитания он приходит в город, где шашлычник и торговцы кисломолочными продуктами и дынями предлагают ему купить любой из их товаров. Но у главного героя нет денег, и он жалуется на свою судьбу:

Я — Маленький Мук, Маленький Мук,

С детства терплю тысячи мук:

Злые родичи выгнали меня из дому,

Не дай Аллах пережить другому!

Я бежал в пустыню и проклял судьбу,

Девять дней мотался на верблюжьем горбу.

Девять дней ни крошки, ни капли во рту!

Неужели никому не жаль сироту?

Торговцы настроены воинственно против Мука. Он устроился служить в дом пожилой любительницы кошек, Ханум, но её домашние питомцы оказались вредителями и устроили беспорядок в доме. Ханум подумала, что виноват Мук, и хотела расправиться с ним. Но после недолгой погони карлик оглушил её и заполучил её волшебные туфли, позволяющие их обладателю летать.
Затем он поступил на службу к падишаху в качестве скорохода. Маленький Мук проходит испытание правителя, обогнав его гепарда, но его ожидает неприятность со стороны завистников: падишах узнал о секрете туфель и конфисковал их у Мука. Потом он приказал страже:

Гоните в пустыню… этого негодяя,

Не то повешу его погодя я!

После изгнания карлик пошёл в оазис. Там он нашёл два дерева, от плодов одного из которых уши и нос вырастают, а от плодов другого уменьшаются. Под видом торговца фруктами главный герой приходит на спортивное состязание, где участвует падишах.
Там он продаёт скороходам Абу-Кериму, Синдбаду и Гаруну плоды первого дерева, якобы они должны увеличивать длину спортивного шага. Падишах съел оставшиеся плоды, после чего его уши и нос стали длинными. То же самое произошло и со скороходами.
После возвращения Маленький Мук отдаёт всем троим плоды второго дерева, что способствует выздоровлению каждого из них. Падишаху ничего не достаётся, и карлик получает волшебные туфли обратно. Он открывается падишаху и оставляет его изуродованным:

Прощай, хвастливый тщеславный вор!

Как видишь, продолжился наш разговор!

Я рад, что с тобой говорил по душам.

Ты очень подходишь к ослиным ушам!

После этого главный герой улетает в свой родной город.

## Создатели
- Автор сценария и текста песен: Александр Тимофеевский
- Режиссёр: Натан Лернер
- Художник-постановщик: Розалия Зельма
- Оператор: Владимир Милованов
- Композитор: Давид Кривицкий
- Звукооператор: Цезарь Рискинд
- Роли озвучивали:
  - Галина Иванова — Маленький Мук
  - Михаил Козаков — падишах
  - Георгий Милляр — Ханум (речь)
  - Ролан Быков — Ханум (вокал) / коты / слуга падишаха / спортивный комментатор / лекарь
- Художники-мультипликаторы:
  - Светлана Сичкарь
  - Владимир Вышегородцев
  - Александр Елизаров
  - Андрей Колков
  - Борис Тузанович
  - Александр Федулов
- Художники:
  - В. Пухова
  - Ирина Гундырева
  - Ольга Киселёва
  - Наталия Грачёва
  - Т. Степанова
  - Т. Махотина
- Монтажёр: Марина Трусова
- Редактор: Валерия Коновалова

## Песни из мультфильма
В мультфильме звучат 5 песен, получивших широкую известность:
- Первая песня Маленького Мука. (Исполняет: Галина Иванова)
- Песня старухи-кошатницы («От звука „мяу“ я млею и таю...»). (Исполняет: Ролан Быков)
- Песня котов («Мы — избранные твари, мы — коты…»). (Исполняет: Ролан Быков)
- Вторая песня Маленького Мука. (Исполняет: Галина Иванова)
- Песня падишаха («Бегут кареты и телеги…»). (Исполняют: Михаил Козаков, Натан Лернер, Ролан Быков)